# Burnsville, Minnesota
Burnsville är en stad i Dakota County i den amerikanska delstaten Minnesota, med en yta av 69,3 km². United States Census Bureau uppskattade år 2015 stadens folkmängd till 61 481 invånare.

## Bilder

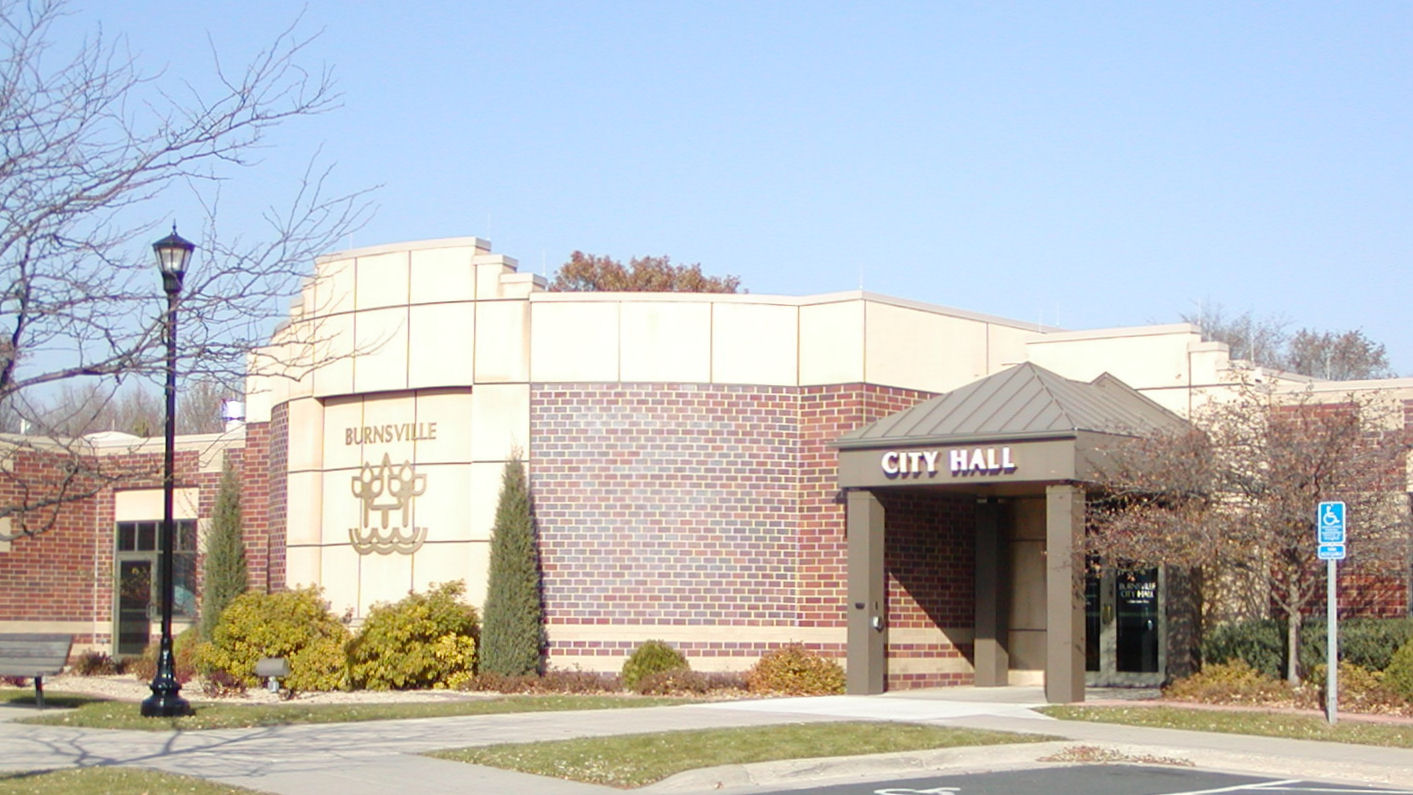
Burnsville City Hall (2006).
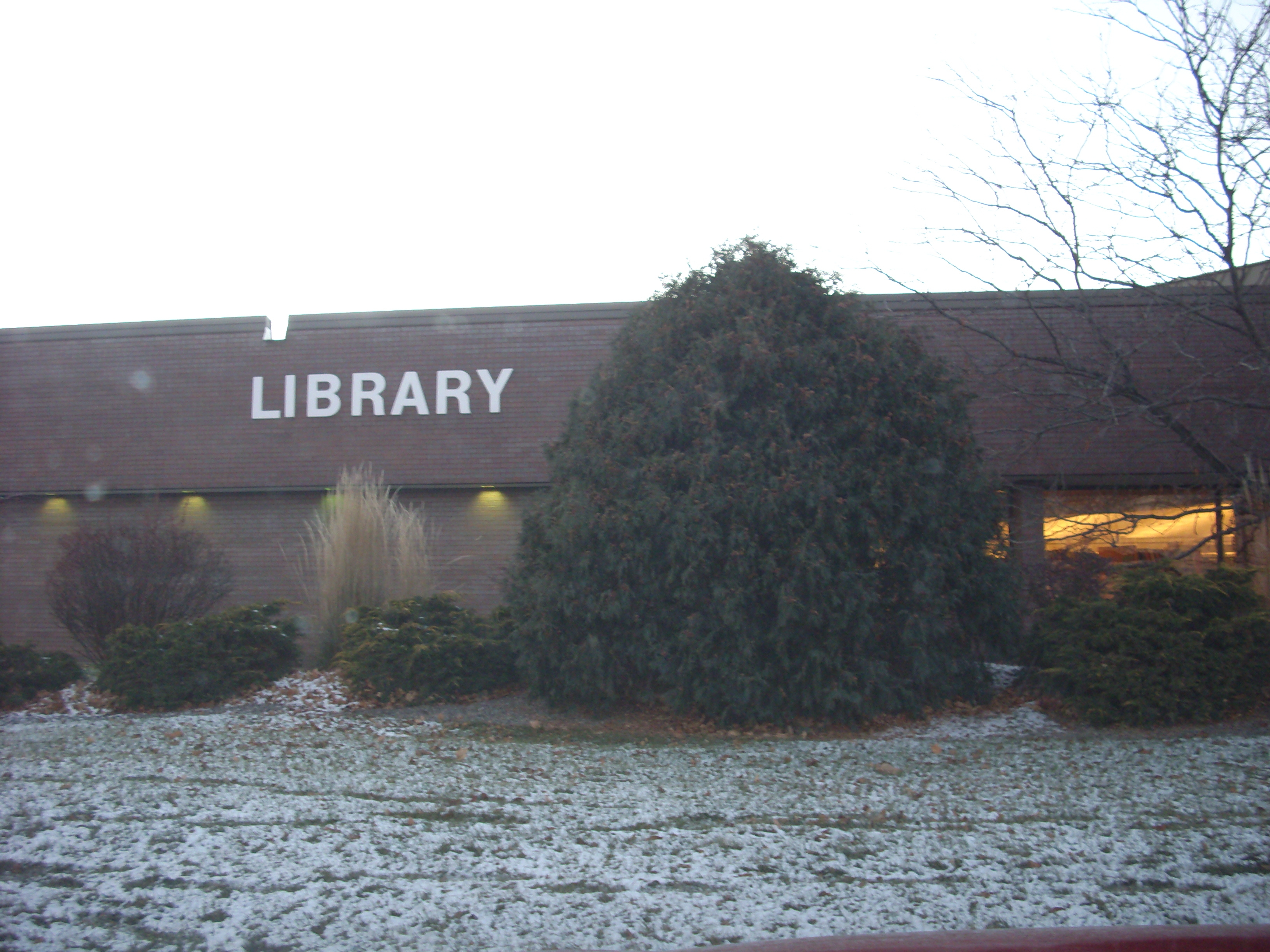
Bibliotek (2014).
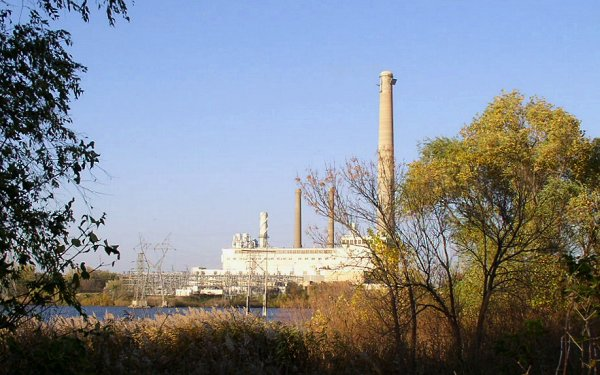
Black Dog Power Plant (2006)
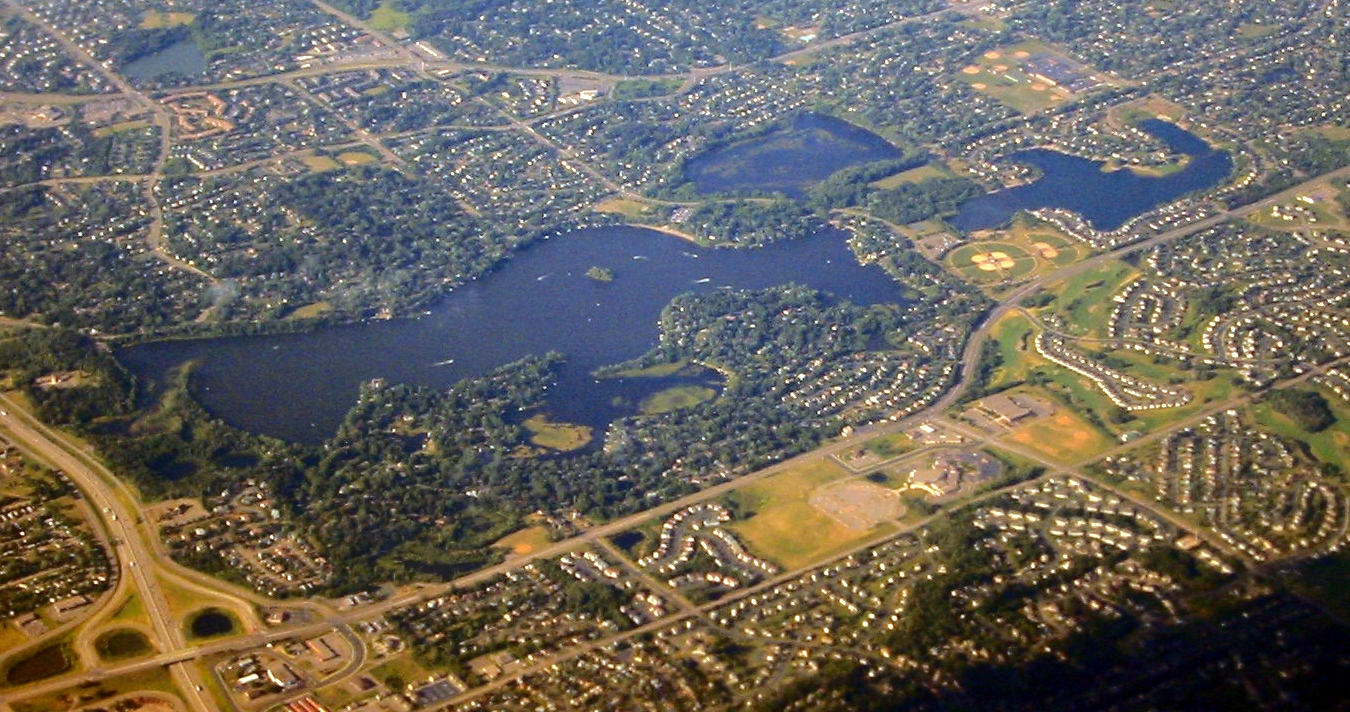
Crystal Lake (2008)
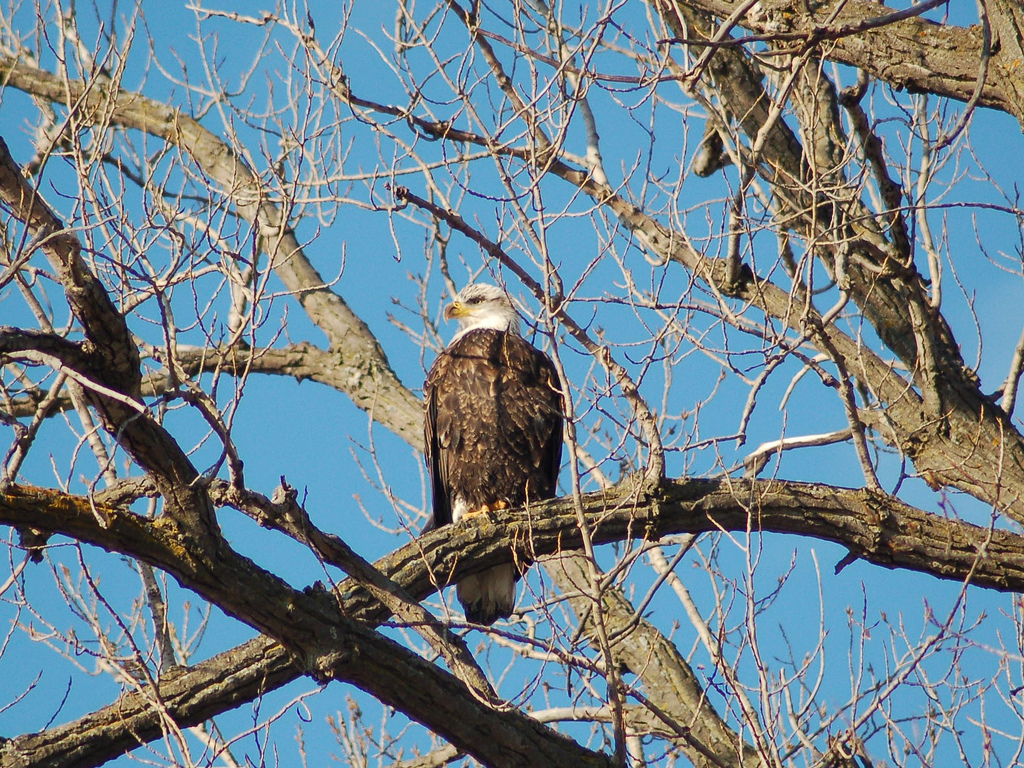
Åder (Black Dog Preserve) (2014)

## Kända personer från Burnsville
- Mike Lundin
- Kirsten Olson
- Lindsey Vonn

## Demografi
| Diagram, år 1880 till 2020 |